# ولاية القابل
ولاية القابل ، إحدى ولايات محافظة شمال الشرقية بسلطنة عمان يحدها من جهة الشمال ولاية ابراء ومن جهة الجنوب ولاية بدية ومن الشمال الشرقي يحدها ولاية دماء والطائيين ومن الجنوب الشرقي ولاية بني خالد وغربا ولاية المضيبي.
شعار الولاية الفرس المسروج

## السكان
عدد سكانها 16ألف و 33 نسمة ينتشرون في حوالي 21 قرية.
يوجد بها حوالي 69 معلما اثريا أهمها حصنان احدهما في القابل والاخر في المضيرب.وينتشر فيها العديد من الابراج اهمها في النبأ والمنجرد والمعترض والصرم.
وهي تتميز بوجود خمسين فلجا تقريبا أهمها والقابل والغلاجي والدريز والصرم وبطين والنبأ والمنجرد.
كما تشتهر بوجود عدد من القرى الواقعة بين الكثبان الذهبية المرتفعة أهمها قرى (ساقة – العقيدة – الخريص – الجوفاء والظفرة).